# Dhar (district)
Dhar is een district van de Indiase staat Madhya Pradesh. Het district maakt deel uit van de divisie Indore en telt 1.740.577 inwoners (2001) en heeft een oppervlakte van 8153 km². De bevolking is sinds 1991 met 24% toegenomen van 1,367,412 tot 1.740.577 inwoners.
Het district wordt begrensd door de aangrenzende districten Ratlam in het noorden, Ujjain in het noordoosten, Indore in het oosten, Khargone (West Nimar) naar het zuidoosten, Barwani naar het zuiden, en Jhabua in het westen.
Het Vindhyagebergte loopt van oost naar west door het district. De noordelijke helft ligt op het Malwa plateau. Het noordwestelijke gedeelte ligt in het afwateringsgebied van de Mahi en haar zijrivieren, terwijl het noordoostelijk gedeelte van het district afwatert op de Chambal, die via de Yamuna uitmondt in de Ganges. Het gedeelte ten zuiden van het Vindhyagebergte watert af in de Narmada, die tevens de zuidelijke begrenzing van het district vormt.
Hoofdstad: Bhopal
Districten: